# Xanthoparmelia leonora
Xanthoparmelia leonora är en lavart som först beskrevs av A. Massal., och fick sitt nu gällande namn av Hale. Xanthoparmelia leonora ingår i släktet Xanthoparmelia och familjen Parmeliaceae. Inga underarter finns listade i Catalogue of Life.